# كون والش
كون والش هو لاعب كرة القدم الغالية كندي، ولد في 24 أبريل 1885 في مقاطعة كورك في جمهورية أيرلندا، وتوفي في 7 ديسمبر 1961 في سياتل في الولايات المتحدة.

## وصلات خارجية
- كون والش على موقع اللجنة الأولمبية الدولية (الإنجليزية)
- كون والش على موقع أوليمبيديا (الإنجليزية)